# Michael Ellis (Politiker, 1967)

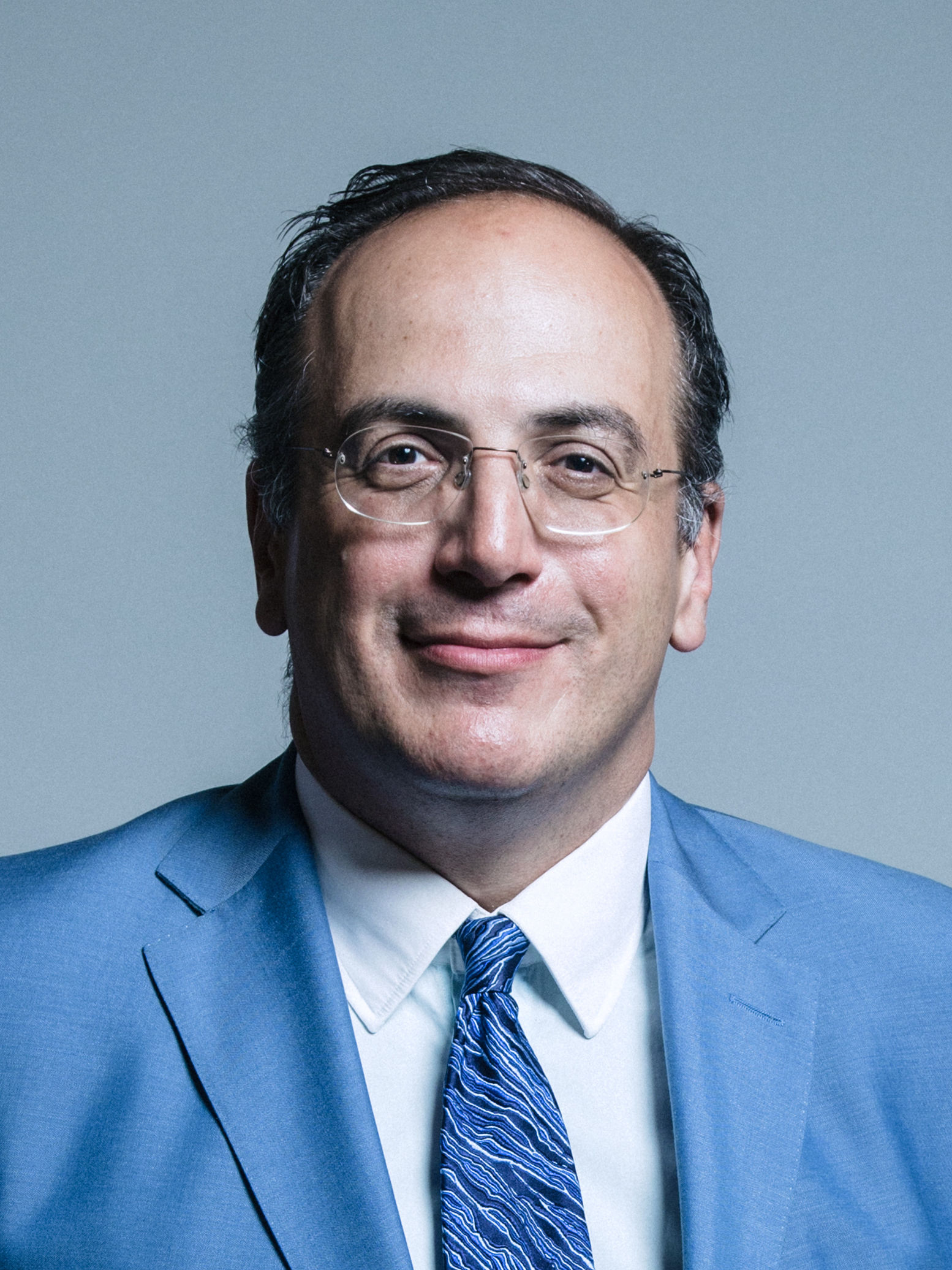
Michael Ellis (2020)

Michael Ellis QC MP (* 13. Oktober 1967) ist ein britischer Politiker der Conservative Party. Von September bis Oktober 2022 war er Attorney General, zuvor war er seit dem 16. September 2021 Paymaster General.

## Politik
Michael Ellis wurde erstmals im Mai 2010 für den Wahlkreis Northampton North in das Britische Unterhaus gewählt. Er war Deputy Leader of the House of Commons vom 17. Juli 2016 bis zum 8. Januar 2018. Im Kabinett May II war er parlamentarischer Untersekretär im Ministerium für Kultur, Medien, Digitalisierung und Sport vom Januar 2018 bis Mai 2019 und Staatsminister im Verkehrsministerium vom Mai bis Juli 2019.
Im Kabinett Boris Johnson I bzw. II war er stellvertretender Generalstaatsanwalt für England und Wales vom 26. Juli 2019 bis 2. März 2021, und dann wieder vom 10. bis 15. September 2021. Dazwischen war er kommissarischer Generalstaatsanwalt, als Suella Braverman aus Mutterschutzgründen einige Monate zum „Minister on Leave“ wurde. Im Rahmen der Kabinettsumbildung 2021 ernannte ihn Boris Johnson am 16. September zum Paymaster General, womit er Penny Mordaunt nachfolgte. Unter Liz Truss wurde Ellis Attorney General. Im Kabinett Sunak fand Ellis anschließend keine Berücksichtigung.